# WIAR
Koordinaten: 32° 9′ 14″ N, 80° 45′ 36″ W
WIAR, WIAR-FM oder WIAR-LP (LP = Low Power) (Slogan: „Connecting People with Christ!“) ist ein US-amerikanischer religiöser Hörfunksender aus Hilton Head Island im US-Bundesstaat South Carolina. WIAR-LP sendet auf der UKW-Frequenz 100,5 MHz. Eigentümer und Betreiber ist die Island Christian Radio, Inc.